# Diastylis rostrata
Diastylis rostrata är en kräftdjursart som beskrevs av Harry D.S. Goodsir 1885. Diastylis rostrata ingår i släktet Diastylis och familjen Diastylidae. Inga underarter finns listade i Catalogue of Life.

## Bildgalleri

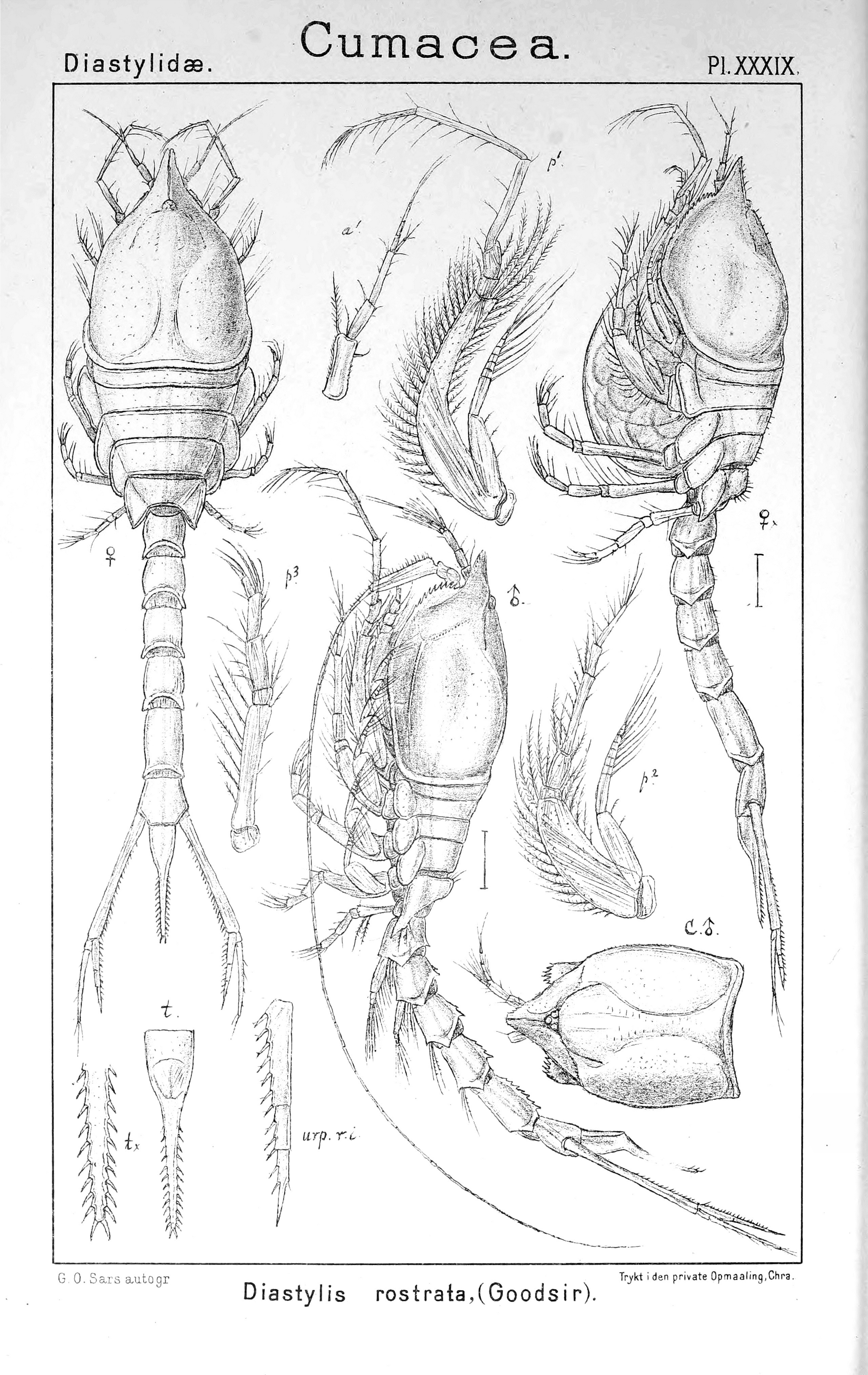